# Микуляк Мирон Васильович
Мирон Васильович Микуля́к (20 серпня 1947, Дротинці — 19 червня 1993, Ужгород) — український художник; член Спілки радянських художників України з 1988 року.

## Життєпис
Народився 20 серпня 1947 року в селі Дротинцях (нині Берегівський район Закарпатської області, Україна). Навчався у студії малювання при хустському будинку культури, якою керували Наталія Семенівна та Юрій Дмитрович Герци; протягом 1963—1968 продовжив здобувати мистецьку освіту в Ужгородському училищі прикладного мистецтва, де тоді викладали Едіта та Микола Медвецькі, Віталій Звенигородський, Шандор Петекі.
По закінченню навчання був направлений в Хуст, де змінив три роботи, після чого у 1971 році поступив на факультет кераміки Львівського державного інституту прикладного та декоративного мистецтва. Був учнем Данила Довбошинського, Дмитра Крвавича, Володимира Овсійчука. У 1976 році на відмінно захистив дипломну роботу: керамічне панно на тему «Людина і природа» для клініки медінституту (керівник Борис Горбалюк).
1976 року направлений до Ужгорода, у творчо-монументальний цех Закарпатського художньо-виробничого комбінату, де виконував виробничі завдання з оздоблення різних архітектурних об'єктів у різних техніках монументального живопису. Помер в Ужгороді 19 червня 1993 року.

## Творчість
Працював у галузях монументального та станкового живопису, станкової графіки. Серед робіт:
- стінопис — мозаїка «Збір винограду» (1979), сграфіто «Природа» (1987)[2];
- живопис — «На околиці села» (1987), «Вечір» (1988)[2];
- графіка — «Натюрморт» (1987; папір, монотипія), «Дівчина з птахом» (1988, папір, монотипія)[2].

Брав участь у художніх виставках з 1969 року; обласних та всеукраїнських виставках і пленерах — з 1970-х років.